# 地外液態水

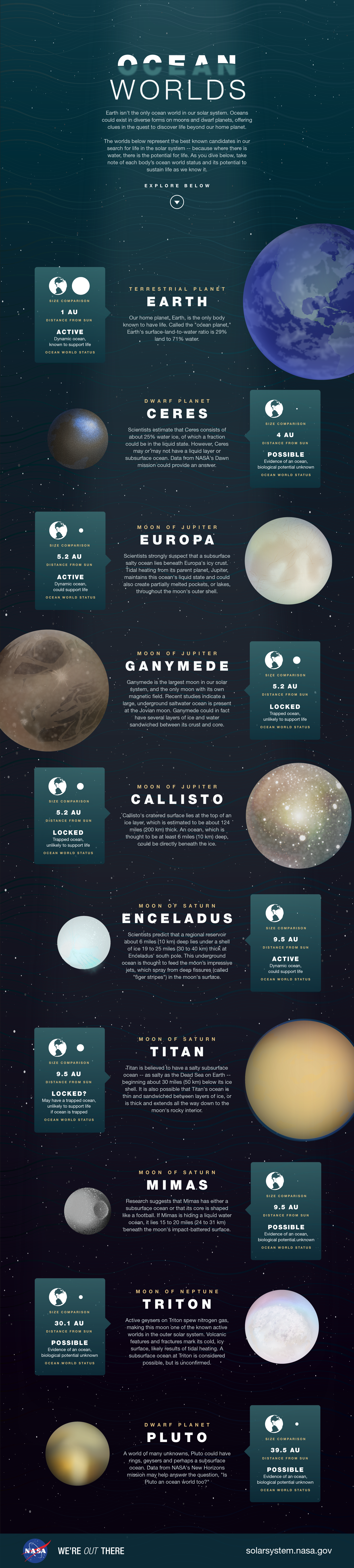
太陽系之中的海洋

地外液態水，意指地球以外的液態水。地外液態水是被廣泛關注的課題，因其被認為是地外生命存在的關鍵先決條件。
地球是已知唯一存在穩定液态水海洋的星球，覆蓋了地表的71%。地球軌道位於太陽系的適居帶之中，而在適居帶內的星球表面上，水可以在足夠的大氣壓力下以液態水存在。

## 太陽系

### 月球
月海是月球上的玄武岩平原，過去曾被認為是月球表面上的水體，故被稱為「海」。如果月球起源大碰撞說是正確的，則月球不曾存在過海洋，僅有可能存在過一點液態水或冰。

### 金星
科學家曾認為金星表面有海洋存在，直到太空探測器降落金星。探測器在金星大氣層發現水蒸氣，但金星地表溫度太高，不存有液態水。

### 火星
19世紀的天文學家在火星表面發現了許多線條狀的東西，被誤以為是表面液態水造成的溝渠，甚至是火星運河。但2015年9月29日NASA称火星含有液態水。2018年7月25日，法新社报道，火星上发现了第一个液态水湖。

## 另見
- 系外行星